# تومي ماكوين
تومي ماكوين (بالإنجليزية: Tommy McQueen)‏ هو لاعب كرة قدم بريطاني في مركز ظهير ‏، ولد في 1 أبريل 1963 في بلزهيل ‏ في المملكة المتحدة. لعب مع نادي أبردين ونادي دندي ونادي فالكيرك ونادي كلايد ووست هام يونايتد.